# Septmonts
Septmonts – miejscowość i gmina we Francji, w regionie Hauts-de-France, w departamencie Aisne.
Według danych na styczeń 2014 roku gminę zamieszkiwało 613 osób, a gęstość zaludnienia wynosiła 127,4 osób/km².